# Houtrotschimmels
Houtrotschimmels zijn de belangrijkste veroorzakers van houtrot in de bebouwde omgeving. Overigens kan houtrot door bacteriën een grote rol spelen bij houten funderingspalen, wanneer er sprake is van zuurstofarme condities en bij grote waterbewegingen van het grondwater. In tegenstelling tot bacteriën kunnen houtrotschimmels lignine verteren.
Houtrotschimmels kunnen droge situaties overleven, maar tasten alleen hout aan bij een hoog vochtgehalte. Tegenwoordig wordt droogrot daarom bruinrot genoemd. De reden voor de onjuiste benaming droogrot was dat deze schimmels het vocht absorberen in de buurt van het materiaaloppervlak, waardoor het materiaal na een tijd droog is. Dit leidde tot de foute conclusie dat deze vorm van rot geen of nauwelijks vocht nodig had.
Houtrot door aanwezige houtrotschimmels treedt op bij een relatieve vochtigheid bij het houtoppervlak hoger dan 95% of een vochtgehalte in het materiaal van 20% in massaprocenten.
Impregneren van hout met wolmanzouten maakt hout langer bestand tegen houtrot. 

## Afbeeldingen

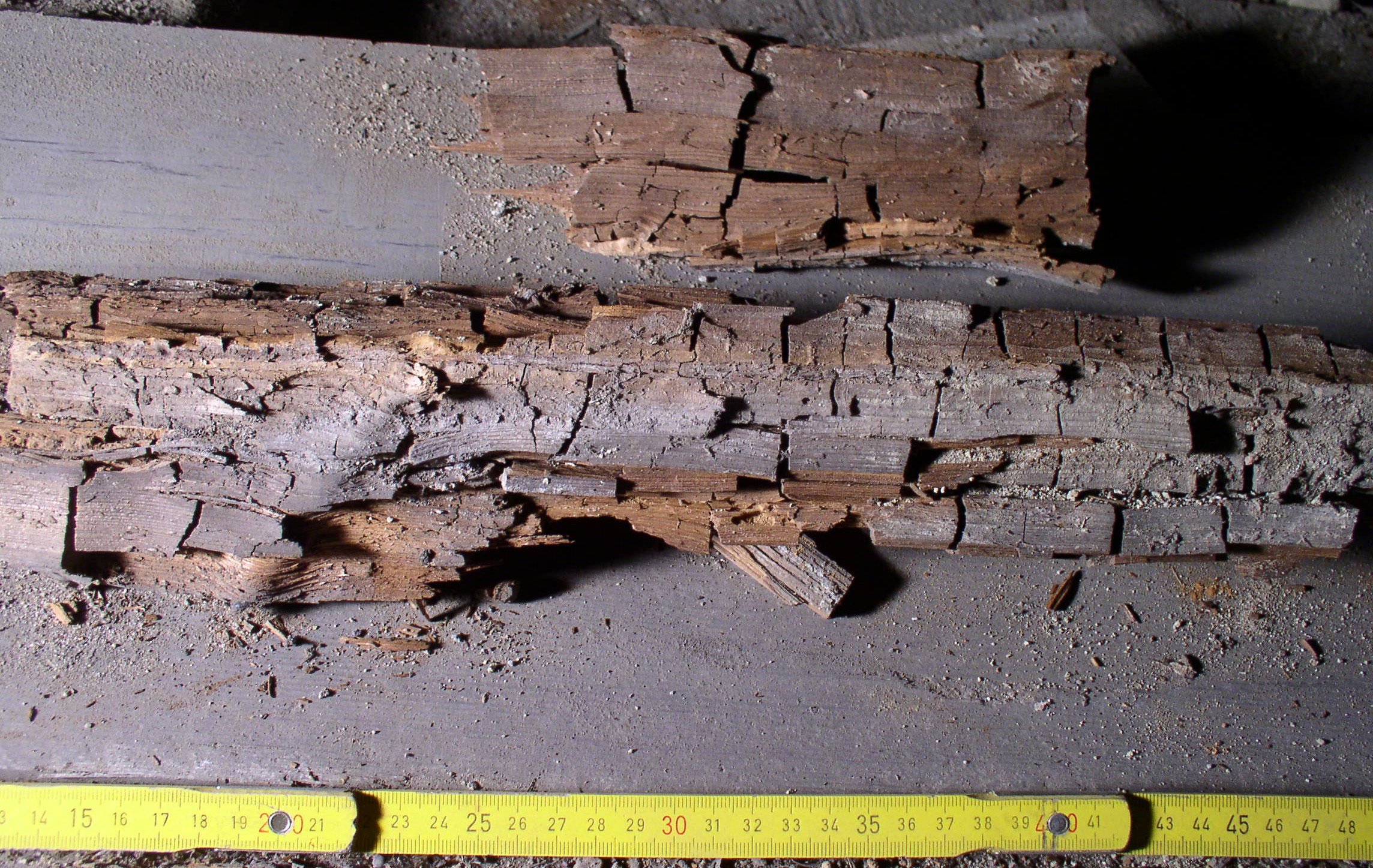
Houtrot veroorzaakt door Serpula lacrymans
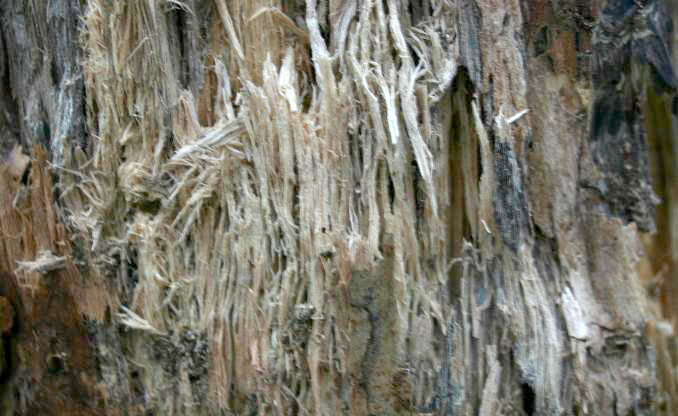
Witrot op berkenhout
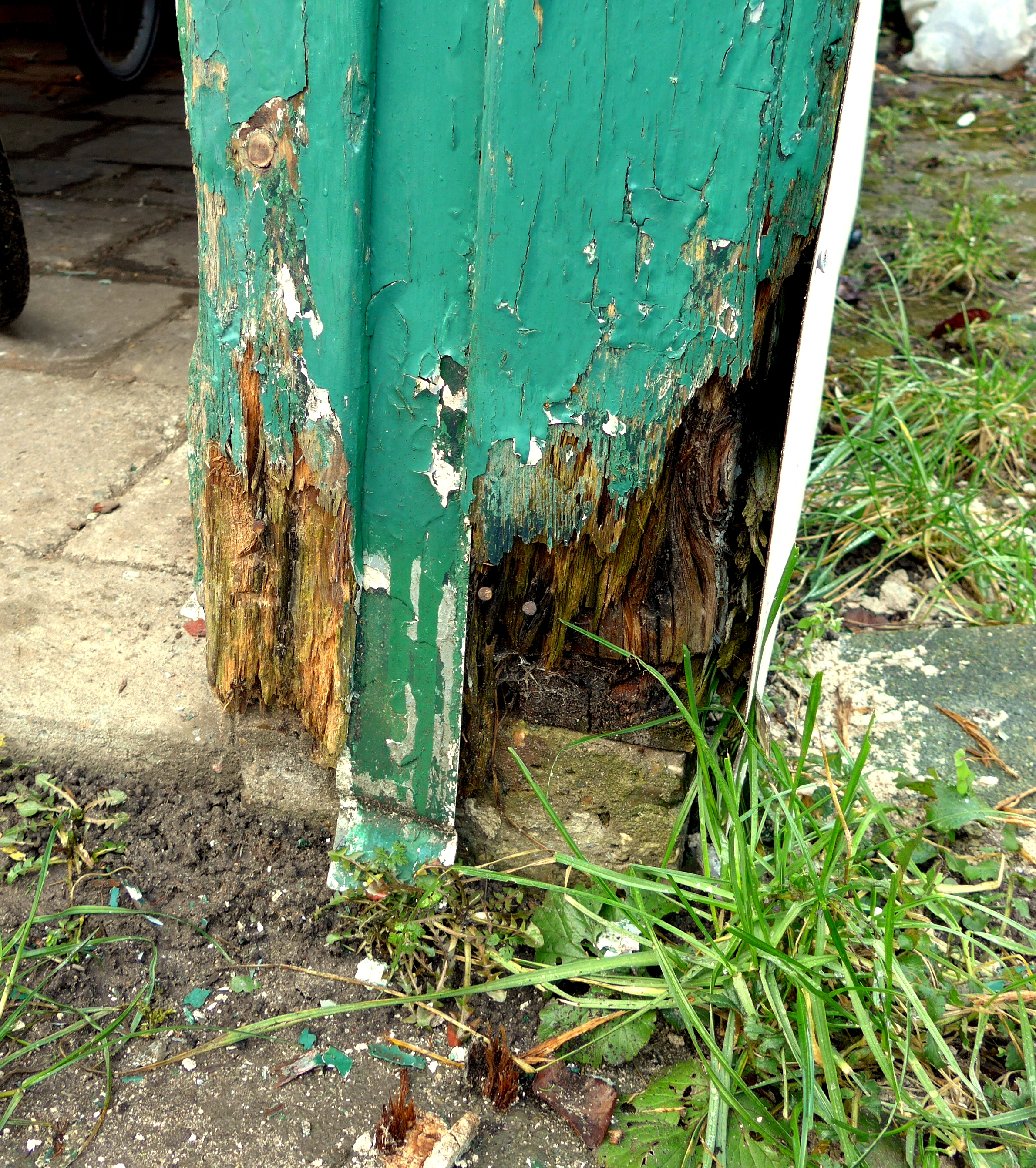
Houtrot buiten onder natte omstandigheden
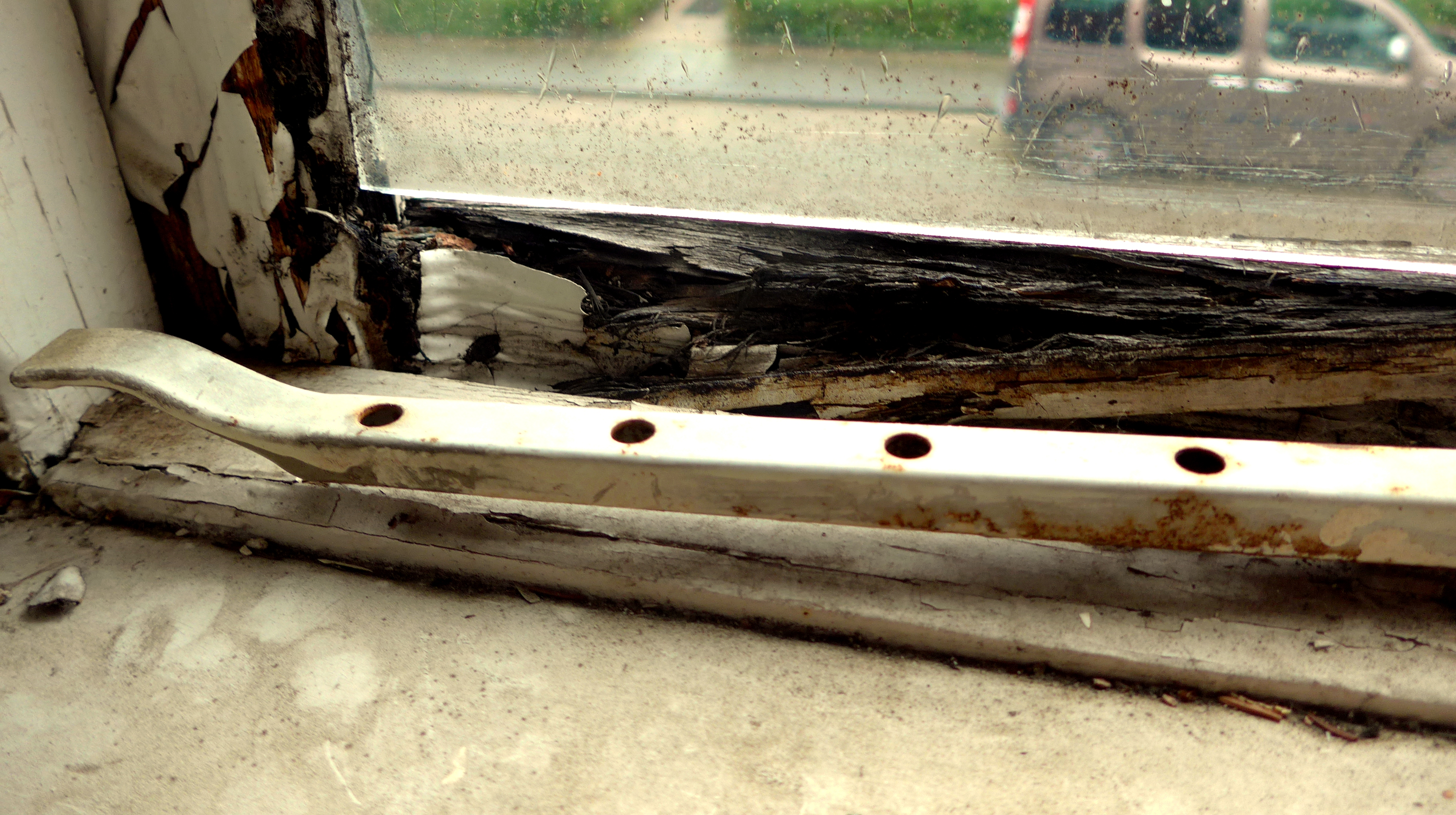
Houtrot binnen onder vochtige omstandigheden